# 颱風艾瑪 (1981年)
颱風厄爾瑪（英語：Typhoon Irma，國際編號：8126，台灣編號：8125，中國大陸編號：8121，聯合颱風警報中心：26W，菲律宾大气地球物理和天文管理局：Anding）是1981年太平洋台风季中第25個被命名的热带低氣壓、第14個升格的颱風，以及第2強的熱帶氣旋，风暴在11月17日形成，在11月27日消散，维持了10天。艾瑪的最高持續風速達到155英里每小時（250公里每小時），最低氣壓低至902毫巴（百帕斯卡）。
厄爾瑪以二級颱風的風力影响了菲律賓北部地區，造成約900萬美元（以1981年計算）的經濟損失，並帶走了200條以上人命。艾瑪是1947年有紀錄以來，登陸菲律賓時第三強烈的颱風。

## 氣象歷史
一個對流區於1981年11月15日在波纳佩附近被發現，隨後形成一個熱帶擾動。這個熱帶擾動先向北移，再轉向西移動。受到鄰近颱風哈森的強烈外流影響，該熱帶擾動從未能進一步地增強。直到哈森移到西面，該熱帶擾動才得以重新組織和增強，其中心環流已可以由雷達和人造衛星辦認。11月17日，一架颶風獵手飛機進入熱帶擾動的中心偵測，並錄得其中心風速35英里每小時（公里每小時），令聯合颱風警報中心將其升格為熱帶低氣壓，並編號為26W。26W繼續向西移動，繞過關島，11月19日增強為熱帶風暴，被命名為厄爾瑪。
受惠著副熱帶高壓脊向北延展，厄爾瑪於11月20日增強為一級颱風。厄爾瑪繼續受該副熱帶高壓脊的影響繼續向西推進，並在12至36小時時段內迅速增強，氣壓跌至925毫巴（百帕斯卡）以下。翌日，颶風獵手飛機再到艾瑪的中心，偵測到其最低氣壓905毫巴，聯合颱風警報中心將其升格至超級颱風級別。
厄爾瑪仍維持超級颱風的強度，直到因其外層環流越過海岸線而逐漸減弱，之後它以二級颱風的風力登陸菲律賓北部地區。11月24日，因移入陸地，且受到外來鋒面系統的影響，導致厄爾瑪減弱成為熱帶風暴。組織轉差的厄爾瑪，出海後轉以偏北方向橫過南海，再向東北橫過台灣以東海域，最後於11月27日在日本宮古島附近消散。

## 影響

### 關島
關島於11月17日厄爾瑪形成當時發佈熱帶風暴警告，風暴繞過了關島北部和西部。幸運的是，厄爾瑪只為當地帶來35英里每小時（56公里每小時）的正常風速及50英里每小時（81公里每小時）的陣風。

### 菲律賓
厄爾瑪為菲律賓北部地區，尤其是呂宋島帶來廣泛破壞。在呂宋翻起50英寸（1.27米）大浪，並擊沉一艘貨船。強風與暴雨令該地造成約900萬美元（以1981年計算）的經濟損失，並帶走了200至409條人命。這個死亡數字令厄爾瑪成為在1947年有紀錄以來，襲擊菲律賓第15多人死亡的風災。

### 臺灣
當地發佈颱風最高信號：海上陸上颱風警報
中央氣象局曾於11月25日9時45分為厄爾瑪發佈海上颱風警報，再於同日下午4時發佈陸上颱風警報，直到翌日下午4時解除陸上颱風警報，同日下午9時15分解除海上颱風警報。
雖然厄爾瑪未曾登陸台灣本島，所帶來的災情相對輕微，無人傷亡，但它的環流為台灣中南部地區帶來降雨。在鞍部地區11月25日至27日錄得最高雨量為339.2毫米，竹子湖亦錄得雨量為231.4毫米，台灣其餘各鄉鎮都錄得少於200毫米雨量。 厄爾瑪也為台灣各地帶來強風。玉山是錄得最高風速的地方，風速接近每秒約30米。而台中縣的梧棲鎮是錄得最高陣風風速的地方，風速超過每秒約30米。 

### 日本
厄爾瑪消散後的殘餘雨帶為日本沖繩縣和本州帶來4至5.9英寸（101至150毫米）雨量及40至45英里每小時（64至72公里每小時）的強風。

## 參看
- 1981年太平洋台风季
- 熱帶氣旋

## 外部連結
- 厄爾瑪最佳路徑圖數據，Unisys.com
- 颱風伊瑪侵台資料 （页面存档备份，存于），侵台颱風資料庫，中央氣象局